# Crinchon
Der Crinchon ist ein kleiner Fluss in Frankreich, der im Département Pas-de-Calais in der Region Hauts-de-France verläuft.

## Verlauf
Er entspringt im Gemeindegebiet vom Bailleulmont, knapp an der Grenze zur benachbarten Gemeinde Berles-au-Bois, entwässert generell in nordöstlicher Richtung und erreicht in seinem Mündungsabschnitt den Ballungsraum von Arras, wo der die Bahnstrecke Arras–Saint-Pol-sur-Ternoise quert. Danach passiert er die Zitadelle von Arras, wo er bei deren Errichtung für die Bewässerung der Festungsgräben abgezweigt wurde. Die weitere Durchquerung der Stadt verläuft nun unterirdisch, erst in der Nachbargemeinde Saint-Nicolas erreicht er wieder das Tageslicht und mündet hier nach insgesamt rund 19 Kilometern als linker Nebenfluss in die Scarpe, die etwa 200 Meter weiter in den kanalisierten Abschnitt übergeht.

## Orte am Fluss
(Reihenfolge in Fließrichtung)
- Bailleulmont
- Bailleulval
- Basseux
- Rivière
- Wailly
- Agny
- Achicourt
- Arras
- Saint-Nicolas

## Sehenswürdigkeiten
- Zitadelle von Arras, Festungsanlage errichtet von Vauban im Jahr 1668 – Monument historique[4]